# Bitka pri Colson's Mill
Bitka pri Colson's Millu je bila bitka ameriške revolucionarne vojne, ki se je zgodila v Severni Karolini 21. julija 1780. Milica patriotov pod poveljstvom Williama Leeja Davidsona je razgnala zbrane lojaliste pri Colson's Millu, blizu sotočja rek Rocky in Pee Dee v današnjem okrožju Stanly, Severna Karolina.

## Ozadje
Po britanskem porazu pri Ramsourjevem mlinu, kamor je po bitki 20. junija 1780 prispel z več kot 1.200 možmi, se je general Griffith Rutherford iz Salisburyjske okrožne brigade lotil pregona beguncev iz bitke, ki so se poskušali pregrupirati z britanskimi četami drugje. Čeprav je bil nekoliko uspešen, so iztekajoči se nabori in odpustitve iz milice hitro zmanjšali velikost njegove vojske na približno 200 mož. 22. junija je izvedel, da je polkovnik Samuel Bryan (lojalist) rekrutiral skupino več sto mož lojalistov približno 120 km severovzhodno, blizu reke Yadkin. Rutherford se je odpravil v zasledovanje in poklical može. Ko je bil oddaljen manj kot 28 km od Bryanovega položaja, se je njegova sila povečala na 600 mož.
Bryan je predvidel Rutherfordov prihod in se začel umikati po vzhodni strani reke Yadkin s ciljem, da se pridruži britanskim rednim enotam na reki Pee Dee. Rutherford ga je zasledoval, vendar so njegovi poskusi, da bi Bryanu preprečil umik, propadli. Pri Salisburyju v Severni Karolini je odposlal polkovnika Williama Leeja Davidsona in izbrano enoto, da bi se prepeljali po zahodni strani reke Yadkin, če bi Bryan poskušal prečkati reko. Vendar je bil ta načrt onemogočen, ko je Bryan, ki je korakal podnevi in ponoči, dosegel britansko enoto.
Dva dni po začetku zasledovanja je Davidson izvedel, da se je v bližini Colson's Milla, nedaleč od sotočja reke Rocky River (Severna Karolina) in reke Pee Dee, zbralo več sto lojalistov.

## Bitka
Davidson se je s svojo enoto hitro premikal, da bi dosegel element presenečenja in poskušal obkoliti kmetijo, na kateri so se zbirali lojalisti. Vendar so njegovo fronto odkrili kmalu preden so bili možje s strani na svojih mestih in začel se je strelni ogenj. Davidson, edini moški v uniformi, je postal tarča strelcev lojalistov in je bil hudo ranjen s kroglo v trebuh. Vendar se njegovi možje niso obotavljali, ko je padel, ko je polkovnik Francis Locke je prevzel poveljstvo in razpršili četo lojalistov, pri čemer so ubili tri, ranili več mož in vzeli deset ujetnikov. Pobeg lojalistov je olajšalo njihovo poznavanje lokalnega terena.

## Pozneje
V bitki je bil ranjen še en Davidsonov mož. Davidson si je čež dva meseca opomogel od ran in nato nadaljeval s služenjem. Na koncu je bil ubit v bitki pri Cowan's Fordu februarja 1781. Zmaga pri Colson's Millu je v kombinaciji z zmago pri Ramsour's Millu prejšnji mesec resno zmanjšala aktivno podporo lojalistov Britancem, ko so se premikali naprej v Karolini; lord Cornwallis pa je v ključnem trenutku južne kampanje verjetno izgubil 3.000 pomožnih lojalističnih vojakov.